# Marie-Estelle Dupont
Marie-Estelle Dupont, née en 1982, est une psychologue clinicienne, psychothérapeute et écrivaine française, essentiellement connue pour ses prises de positions polémiques sur des médias de droite et d'extrême droite, y compris ouvertement conspirationnistes.

## Carrière
Cette section ne s'appuie pas, ou pas assez, sur des sources secondaires ou tertiaires indépendantes du sujet. Le texte peut contenir des analyses inexactes ou inédites de sources primaires.
Pour l'améliorer, ajoutez-en, ou placez des modèles {{Source secondaire souhaitée}} ou {{Source secondaire nécessaire}} sur les passages mal sourcés. (juillet 2025)
Titulaire d'un diplôme de Psychologue obtenu en 2006 à l'École de psychologues praticiens, elle obtient un diplôme universitaire en neuropsychologie en 2008[réf. nécessaire]). Elle a travaillé à l'hôpital jusqu'en 2009 en psychiatrie et en ophtalmologie[réf. nécessaire]), faisant à la fois de la recherche et de la clinique, avant de se consacrer à sa pratique libérale et à l'écriture, et dirige actuellement une collection chez Albin Michel[réf. nécessaire]).
Elle a cosigné une méta-analyse sur la schizophrénie et une étude sur le trouble des conduites alimentaires.

## Prises de positions

### Pandémie de Covid-19
Cette section ne s'appuie pas, ou pas assez, sur des sources secondaires ou tertiaires indépendantes du sujet. Le texte peut contenir des analyses inexactes ou inédites de sources primaires.
Pour l'améliorer, ajoutez-en, ou placez des modèles {{Source secondaire souhaitée}} ou {{Source secondaire nécessaire}} sur les passages mal sourcés. (juillet 2025)
Le 16 septembre 2021, invitée dans L'Heure des pros sur CNews, Marie-Estelle Dupont lance un cri d'alerte et réclame « qu’on foute la paix aux ados et aux enfants, qu’on leur enlève le masque ».[source secondaire nécessaire]
Début 2022, elle préconise qu'il est « surtout urgent de sortir définitivement de cette inversion des valeurs où les enfants subissent les angoisses des adultes quand c'est aux adultes d'élever (au sens étymologique) les enfants ».[source secondaire nécessaire]
Au cours de cette pandémie, elle observe de nombreux troubles chez les enfants subséquemment aux confinements, au port obligatoire du masque et autres mesures sanitaires : « La vague pédopsychiatrique ne baisse pas, elle n'a de cesse d'augmenter depuis un an »,.
Elle dénonce un « management par la peur » qui « met les gens dans une situation impossible où ils s’adaptent et cessent de réfléchir ». Elle cite notamment des retards de parole, dus au fait que les enfants en maternelle sont confrontés à des adultes portant des masques.[source secondaire nécessaire]
En mars 2024, quatre ans après le premier confinement, elle déplore : « Quand j'ai commencé à tirer la sonnette d'alarme en 2020, certains me traitaient de complotiste. La réalité venait imploser dans nos cabinets, mais c'était difficile à faire admettre. Quand les statistiques sont venues confirmer l'observation clinique - on voit bien que le chiffre fait loi mais que l'expertise véritable de ceux qui sont tous les jours avec des patients n'a pas de poids -, les médias et les politiques ont admis sans plus l'étiqueter comme un constat d'extrême droite que les jeunes allaient mal ».[source secondaire nécessaire]

### Guerre en Ukraine
Un article de Cerveau et Psycho évoque Marie-Estelle Dupont qui relaie la propagande pro-russe en défendant sur CNews en mars 2022 l'idée que l'Ukraine serait responsable de son agression.

### Éducation sexuelle
En 2024, 20 minutes et Les Surligneurs se penchent sur une série de fausses affirmations sur le contenu du site de Santé Publique France onsexprime.fr et le programme d'éducation à la vie affective, relationnelle et à la sexualité en cours d'élaboration à l’Éducation nationale proférées par Marie-Estelle Dupont lors d'une interview sur CNews.
Les Surligneurs notent qu'elle intervient régulièrement dans les médias en tant qu'ambassadrice de l'Union pour la protection et la santé des enfants, un groupe d'associations réactionnaires dont certaines sont « réputées complotistes ». 20 minutes la présente comme le « visage très médiatique » de l'association SOS Éducation et insiste sur sa ligne politique « très claire, très droitière et très réactionnaire », donnant pour exemple un parallèle fait dans la même interview entre « l'idéologie islamiste à l'école » et les « associations transactivistes » qui interviendraient sur ce sujet.
Contacté par Les Surligneurs, le Ministère de l’Éducation Nationale considère que les propos de Mme Dupont à son égard « ne reposent sur aucune réalité ».

### Légitimité scientifique
Selon un article d'Arrêt sur images, la légitimité scientifique de ses analyses est fortement sujette à caution. Considérant l'impact négligeable de sa brève activité de recherche et une dizaine de cas où elle recourt à des sophismes scientifiques, il conclut que « Les assertions de Marie-Estelle Dupont ne sont pas tirées d'études scientifiques. La quasi-totalité proviennent de raccourcis erronés ou de données chiffrées incomplètes » et que son discours « s'inscrit dans un grand mouvement réactionnaire », une « rhétorique politique qui n'a pas de fondement scientifique ».

## Vie privée
D'octobre 2020 à octobre 2022, Marie-Estelle Dupont est en couple avec Martin Blachier, rencontré sur un plateau de télévision pendant la pandémie de Covid-19. Lorsqu'ils se rencontrent, elle est divorcée et mère de trois enfants.

## Publications
- 2015 : Découvrez vos superpouvoirs chez le psy, Eyrolles  (ISBN 978-2-212-56235-4)
- 2017 : Se libérer de son moi toxique, Larousse  (ISBN 978-2-03-592840-5)[14]
- 2022 : L'Anti-mère, Albin Michel  (ISBN 978-2-226-46144-5)[15]
- 2023 : Réussir son divorce, Larousse  (ISBN 978-2-03-601647-7)[16],[17]
- 2023 : Être parents en temps de crise, Guy Trédaniel  (ISBN 978-2-8132-2993-9)[18]